# Macrocarpaea cinchonifolia
Macrocarpaea cinchonifolia är en gentianaväxtart som först beskrevs av Ernest Friedrich Gilg, och fick sitt nu gällande namn av Richard E. Weaver. Macrocarpaea cinchonifolia ingår i släktet Macrocarpaea och familjen gentianaväxter. Inga underarter finns listade i Catalogue of Life.